# Kim Hoa, Mê Linh
Kim Hoa là một xã thuộc huyện Mê Linh, thành phố Hà Nội, Việt Nam.

## Vị trí địa lý
Kim Hoa giáp với xã Thanh Xuân của huyện Sóc Sơn ở phía Đông Bắc, giáp thành phố Phúc Yên ở phía Tây Bắc, thị trấn Chi Đông ở phía Đông Nam, xã Thanh Lâm ở phía Nam và Tây Nam.
Kim Hoa nằm ở bờ Nam sông Cà Lồ và Quốc lộ 2. Phía Nam xã là có tuyến đường sắt Hà Nội-Lào Cai chạy qua.
Xã Kim Hoa bao gồm các thôn: Bạch Đa, Phù Trì, Bảo Tháp, Kim Tiền, Ngọc trì, Bến Già và Yên Phú.

## Lịch sử
Xã Kim Hoa ngày nay, vào đầu thế kỷ 19, là phần đất xã Kim Hoa, tổng Kim Hoa, huyện Kim Hoa (sau đến giữa thế kỷ 19 đổi thành huyện Kim Anh, nay là một phần huyện Sóc Sơn), phủ Bắc Hà (năm Minh Mạng đổi là phủ Thiên Phúc), trấn Kinh Bắc (năm 1831 thuộc tỉnh Bắc Ninh).
Ngày 5 tháng 7 năm 1977, xã Kim Hoa được sáp nhập vào huyện Mê Linh mới thành lập, khi đó thuộc tỉnh Vĩnh Phú.